# Sphaenorhynchus platycephalus
Sphaenorhynchus platycephalus är en groddjursart som först beskrevs av Werner 1894.  Sphaenorhynchus platycephalus ingår i släktet Sphaenorhynchus och familjen lövgrodor. IUCN kategoriserar arten globalt som otillräckligt studerad. Inga underarter finns listade i Catalogue of Life.